# Shape of You
〈Shape of You〉는 영국의 싱어송라이터 에드 시런의 노래이다. 2017년 1월 6일, 〈Castle on the Hill〉과 함께 그의 세 번째 스튜디오 음반 《÷》 (2017년)의 더블 리드 싱글 중 하나로 발매되었다. 댄스홀에 심취한 팝송은 에드 시런, 스티브 맥, 조니 맥다이드에 의해 작사, 작곡하였다. TLC의 〈No Scrubs〉의 보간으로 인해, 칸디 뷰러스, 타메카 코틀, 케빈 "셰익스피어" 브릭스도 작곡가로 인정받고 있다. 이 곡은 시런과 맥이 프로듀싱했다.
〈Shape of You〉는 미국 빌보드 핫 100(이후 2017년 최고의 공연곡이 됨)을 비롯해 영국, 호주, 캐나다 싱글 차트 등 34개국 싱글 차트에서 1위로 정점을 찍었다. 이 곡은 캐나디안 핫 100에서 16주 연속 1위를 지켰고, 영국 싱글 차트에서 14주 연속 1위, 빌보드 핫 100에서 12주 연속 1위를 지켰다. 2018년 12월 10일, 이 곡은 스포티파이의 20억 스트리밍을 돌파한 첫 곡이 되었고, 2017년 9월 21일, 드레이크의 〈One Dance〉를 제치고 스포티파이의 가장 많이 스트리밍된 곡으로 기록되었다. 2019년 12월까지 스포티파이에서 10년 동안 가장 많이 스트리밍된 곡이기도 하다. 이 곡은 영국에서 2017년과 10년 동안 가장 많이 팔린 곡이다. 〈Shape of You〉는 국제 음반 산업 협회에 따르면 2017년 가장 많이 팔린 곡이자 전 세계에서 두 번째로 많이 팔린 디지털 곡으로, 총 2,660만 개의 트랙 등가 스트림을 보유하고 있다. 2018년, 전 세계적으로 총 4,150만 장의 판매량을 합친 1,490만 장의 판매고를 올리며, 역대 가장 많이 팔린 디지털 싱글 중 하나가 되었다. 게다가, 2018년 《빌보드》 연말 차트에 71위로 두 번째 등장했다. 2019년 《빌보드》 메인스트림 톱 40 차트에서 2010년대 1위에 올랐다.
〈Shape of You〉는 2018년 브릿 어워드에서 올해의 영국 싱글과 올해의 영국 비디오 부문에 후보로 올랐다. 이 곡은 제60회 그래미 어워드에서 최우수 팝 솔로 공연상을 수상했다. 2021년, 《빌보드》는 〈Shape of You〉를 역사상 가장 성공한 노래 10위로 선정했다.

## 배경
이 곡은 시런의 세 번째 음반 《÷》를 위해 작곡한 마지막 곡이었다. 그가 최근에 음반에 원하는 모든 곡을 썼기 때문에, 그 노래는 음반에 포함되려고 의도된 것이 아니다. 이 곡은 리한나와 루디멘털의 듀엣곡으로 구상되었지만, 음반사 대표가 그를 설득하여 그 노래를 혼자 간직하게 했다.
시런에 따르면, 스티브 맥은 키보드로 노래의 오프닝 음을 연주함으로써 작곡 세션을 시작했다고 한다. 그리고 나서 시런은 합류하여 기타를 두드리고 트랙 위에 레이어드하여 타악기를 더했다. 곡의 작사에 대해, 그는 좀 더 정교한 것 대신에 음악을 "좀 더 벗겨지게" 하려고 노력했다고 말했다. "저는 무엇보다도 어쿠스틱 아티스트이다. 그리고 제가 라이브로 연주할 때, 저는 이것들을 복제할 수 없습니다. 다른 모든 음악가들이 있는 것은 아닙니다." 시런은 이 곡에 R&B 느낌을 원한다고 말했고, 그래서 그는 멜로디의 일부에 〈No Scrubs〉의 보간을 더하면서 원곡을 조정했다. 그는 또한 원래 가사가 후렴구에 "the shape of you (너의 형태)"라는 단어로 끝나는 것이 아니라, 곡을 쓰는 동안 "I'm in love with your body (너의 몸에 반했어)"라는 가사가 객관적으로 들린다고 생각했고, 따라서 가사가 조정되었다고 밝혔다.

## 상업적 성과
〈Shape of You〉는 2017년 1월 13일, 영국 싱글 차트에서 1위로 데뷔했고, 첫 주에 227,000장의 음반을 판매하며 시런의 세 번째 영국 1위가 되었다. 시런은 또한 〈Castle on the Hill〉이라는 곡으로 2위로 데뷔하여 영국 차트 역사상 2위 안에 든 유일한 아티스트가 되었다. 이 곡은 13주 연속 1위를 차지했고, 해리 스타일스의 〈Sign of the Times〉에 의해 1주 동안 중단되었다가 다시 1위를 차지했다. 2017년 7월, 이 노래는 1억 8천 4백만 개의 스트림에 도달하여 영국에서 역대 가장 많이 스트리밍된 곡이 되었다. 이 곡은 한 해 동안 78만 7천 장이 팔리고 2억 4천 8백만 개의 스트리밍을 기록하여 전국 최고 판매량이자 가장 많이 스트리밍된 2017년 트랙이었다. 2020년 9월, 이 곡은 영국 축음기 협회로부터 8배 플래티넘 인증을 받았다. 오피셜 차트 컴퍼니에 따르면,〈Shape of You〉는 2021년 7월, 기준으로 총 509만 장의 판매량을 기록하며 영국에서 가장 많이 팔린 싱글이다.
2021년 11월 23일, 《빌보드》는 2018년의 "역사상 최고의 핫 100 싱글" 차트의 최신판을 발표했는데, 〈Shape of You〉는 위켄드의 2019년 싱글 〈Blinding Lights〉가 현재 1위를 차지하고 있는 것에 이어 현재 역사상 최고의 핫 100 히트곡 10위에 랭크되어 있다.

## 곡 목록
- Digital download and streaming[18]

1. "Shape of You" – 3:53

- Digital download and streaming – Galantis Remix[19]

1. "Shape of You" (Galantis Remix) – 3:15

- Digital download and streaming – Acoustic[20]

1. "Shape of You" (Acoustic) – 3:43

- Digital download and streaming – Stormzy Remix[21]

1. "Shape of You" (Stormzy Remix) – 3:51

- Digital download and streaming – Major Lazer Remix[22]

1. "Shape of You" (featuring Nyla and Kramium) [Major Lazer Remix] – 3:12

- Digital download and streaming – Latin Remix[23]

1. "Shape of You" (featuring Zion & Lennox) [Latin Remix] – 3:57

- Digital download and streaming – Yxng Bane Remix[24]

1. "Shape of You" (Yxng Bane Remix) – 4:25

- Digital download and streaming – NOTD Remix[25]

1. "Shape of You" (NOTD Remix) – 3:10

- CD single[26]

1. "Shape of You" – 3:53
2. "Shape of You" (Acoustic) – 3:43

## 인증
| 국가                                                                                          | 인증          | 판매량/출하량 |
| --------------------------------------------------------------------------------------------- | ------------- | ------------- |
| 오스트레일리아 (ARIA)                                                                         | 17× 플래티넘  | 1,190,000     |
| 오스트리아 (IFPI 오스트리아)                                                                  | 2× 플래티넘   | 60,000        |
| 벨기에 (BEA)                                                                                  | 7× 플래티넘   | 140,000       |
| 캐나다 (뮤직 캐나다)                                                                          | 다이아몬드    | 800,000       |
| 덴마크 (IFPI Danmark)                                                                         | 7× 플래티넘   | 630,000       |
| 프랑스 (SNEP)                                                                                 | 다이아몬드    | 233,333       |
| 독일 (BVMI)                                                                                   | 11× 골드      | 2,200,000     |
| 이탈리아 (FIMI)                                                                               | 다이아몬드    | 500,000       |
| 일본 (RIAJ)                                                                                   | 플래티넘      | 250,000*      |
| 네덜란드 (NVPI)                                                                               | 2× 플래티넘   | 40,000        |
| 뉴질랜드 (RMNZ)                                                                               | 6× 플래티넘   | 180,000       |
| 폴란드 (ZPAV)                                                                                 | 5× 다이아몬드 | 1,250,000     |
| 포르투갈 (AFP)                                                                                | 8× 플래티넘   | 80,000        |
| 대한민국                                                                                      | —             | 5,000,000     |
| 스페인 (PROMUSICAE)                                                                           | 11× 플래티넘  | 440,000       |
| 스웨덴 (GLF)                                                                                  | 9× 플래티넘   | 360,000       |
| 스위스 (IFPI 스위스)                                                                          | 9× 플래티넘   | 180,000       |
| 영국 (BPI)                                                                                    | 9× 플래티넘   | 5,090,000     |
| 미국 (RIAA)                                                                                   | 다이아몬드    | 10,000,000    |
| 전 세계                                                                                       | —             | 41,500,000    |
| 요약                                                                                          |               |               |
| 칠레 (PROFOVI)                                                                                | 플래티넘      | 8,000,000     |
| 일본 (RIAJ)                                                                                   | 플래티넘      | 100,000,000   |
| 대한민국                                                                                      | —             | 100,000,000   |
| *판매량을 기반으로 한 인증 · 판매량+스트리밍을 기반으로 한 인증 · 스트리밍을 기반으로 한 인증 |               |               |